# Båstorp
Båstorp är en by i Skepplanda socken i Ale kommun som ligger vid Göta älv, Norge/Vänerbanan och E45:an ca 2 kilometer norr om Älvängen. I slutet av bygatan låg hållplatsen Örnäsberget på Bergslagsbanan.Den var i drift till mitten av 1960-talet. Från 2015 avgränsar SCB här en småort.